# 3821 Sonet
3821 Sonet este un asteroid din centura principală, descoperit pe 6 septembrie 1985 de Henri Debehogne.